# ゴールドリンク
ゴールドリンク（GoldLink、本名: D'Anthony William Carlos、1993年5月17日 - ）は、アメリカ合衆国ワシントンD.C.出身のラッパー、歌手、ソングライター、ヒップホップミュージシャン。
2014年のミックステープ『The God Complex』が話題となり広く知られるようになり、2017年のミックステープ『At What Cost』でグラミー賞のノミネートを受けた。

## 来歴

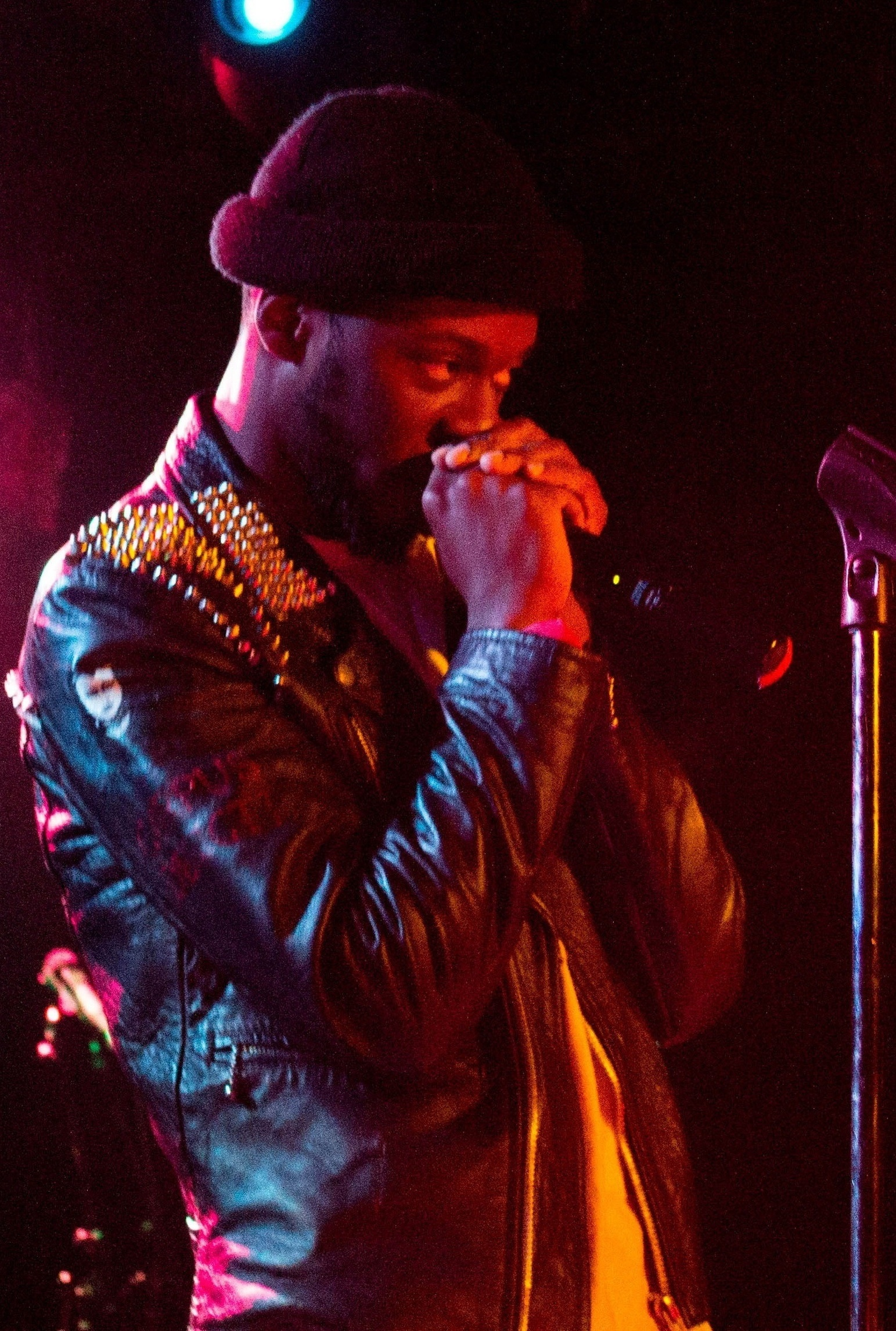
ライブでのGoldLink（2015年）

1993年5月17日、ゴールドリンクはワシントンD.C.に生まれる。両親が別居した後、ゴールドリンクは母親と共にメリーランド州ボウイに移り住み、最終的にはバージニア州に定住した。ゴールドリンクはバージニア州アレクサンドリアのヘイフィールド・セカンダリー・スクールを卒業した。
ゴールドリンクは2014年にミックステープ『The God Complex』をリリースし、批評家から高く評価され広く知られるようになる。
2015年6月、XXLフレッシュマン・クラスに選ばれた。10月、2作目のミックステープ『And After That, We Didn't Talk』を発表し、シングル「Dance on Me」と「Spectrum」をリリースした。
2017年3月24日、3作目のミックステープ『At What Cost』をリリースする。リードシングル「Crew」は米ビルボード・ホット100で最高45位を記録し、第60回グラミー賞の最優秀ラップ／歌唱パフォーマンス賞にノミネートされた。
2018年、クリスティーナ・アギレラの楽曲「Like I Do」にフィーチャリングで参加し、第61回グラミー賞の最優秀ラップ／歌唱パフォーマンス賞にノミネートされた。
2019年6月12日、デビュー・アルバム『Diaspora』がリリースされた。

## ディスコグラフィ
スタジオ・アルバム
- Diaspora (2019年)